# Линдстрём, Пиа
Пиа Линдстрём
(швед. Pia Lindström, 20 сентября 1938) — американская журналистка и актриса шведского происхождения.

## Биография
Пиа родилась в 1938 г. в Стокгольме. Её родителями были Ингрид Бергман и Петтер Линдстрём. Ингрид Бергман начала свою карьеру в Голливуде, Пиа с родителями переехала в США и жила то в Нью-Йорке с отцом, то в Беверли-Хиллз с матерью. Брак родителей распался, когда её мать в 1949 г. начала бурный роман с итальянским режиссёром Роберто Росселлини, и Пиа её почти не видела. Отец через суд получил право опеки, и девочка осталась жить с ним, ставшим нейрохирургом, в Питтсбурге и Солт-Лейк-Сити. С матерью она помирилась только в 1957 г.
Пиа училась в колледже Миллс в Калифорнии, получила степень бакалавра. Когда ей исполнилось 18 лет, Пиа впервые отправилась в Европу для встречи с матерью, жившей с Росселлини и детьми. Некоторое время пожив в новой семье матери в Италии и Франции, Пиа вернулась в США и продолжила обучение в Нью-Йоркском университете.
В фильмах Пиа начала сниматься в 1960-х гг.: среди её персонажей была небольшая роль в Брак по-итальянски Витторио Де Сика, затем она перешла на работу в телекомпанию KGO-TV в Сан-Франциско. Она вначале работала ведущей двухчасовой утренней программы, затем стала редактором новостей. В телекомпании она работала до конца 1960-х гг., после чего в 1971 г. переехала в Нью-Йорк работать журналисткой в телеканал WCBS-TV. С 1971 по 1997 гг. Пиа была ведущей новостей, театральным и художественным критиком, снималась на телевидении и в итальянских художественных фильмах, вела собственное радио-шоу Pia Lindström Presents, в котором брала интервью у известных людей.
Пиа Линдстрём была дважды награждена премией Эмми за освещение новостей и телевизионные съёмки и премией Ассошиэйтед Пресс.
Пиа трижды была замужем, у неё двое сыновей, Джастин и Николас Дейли, от второго брака с Джозефом Дейли.